# 大连东软信息学院
38°53′23″N 121°31′58″E / 38.88969°N 121.53285°E
大连东软信息学院是位于中华人民共和国辽宁省大连市的一所以IT教育为主的普通民办高校。
大连东软信息学院的前身为2000年建立的的东北大学东软信息学院，2008年经中华人民共和国教育部批准，纳入国家普通高等学校招生计划，设立全日制本科教育学院，由东软集团投资成立。
学校地处大连软件园核心区域，现有软件园校区和博川校区两个校区，面积83.3万平方米，总建筑面积60.5万平方米，现有全日制在校生2万余人，正式教职工900余人，设有13个教学机构，35个本科专业，7个专科专业。学科专业涵盖工学、理学、管理学、艺术学、文学5个学科门类。
大连东软信息学院在2021年WURI世界大学真实影响力创新大学排名榜中名列第97名，并荣获"2022年度综合实力品牌高校"荣誉称号。

## 发展历程[4]
- 2000年，成立东方软件技术专修学院；
- 2001年，大连东方软件技术专修学院升格为大连东软信息技术职业学院；
- 2004年，东北大学东软信息学院创建（合署）；
- 2008年9月，经教育部批准，“东北大学东软信息学院”转设为独立设置的民办本科院校，并更名为“大连东软信息学院”，成为全国首批独立学院转设为普通高等院校的四所高校之一；
- 2012年5月，大连东软信息学院启动了与东北大学工商管理学院合作培养项目管理专业学位工程硕士的研究生培养工作，后由于教育部政策调整，东北大学软件工程硕士和项目管理硕士在大连东软信息学院的招生暂停。7月，学校成为CDIO国际合作组织正式成员；
- 2015年11月，学校成为辽宁省首批向应用型转变的10所试点高校之一；
- 2016年8月，学校被教育部评为首批“50所全国创新创业典型经验高校”之一；
- 2017年1月，学校被教育部评为“全国首批99所深化创新创业教育改革示范高校”之一；
- 2017年11月，学校成为“辽宁省首批10所向应用型转变示范高校”之一；
- 2017年12月，学校被教育部评为第三批“全国高校实践育人创新创业基地”；
- 2018年2月，学校顺利通过了教育部新建本科高校本科教学工作合格评估；
- 2019年12月，2019年12月9个专业入选首批国家“双万计划”。

## 院系设置
截止2020年7月学校信息显示，学校设有13个教学机构，35个本科专业，7个专科专业。